# Farkasgyepű
Farkasgyepű (tyska: Wirtshäusl) är en ort (by) i provinsen Veszprém i västra Ungern. Orten har 391 invånare (2024), på en yta av 10,05 km². Den ligger cirka 12 kilometer nordost om Ajka.